# Île-de-Bréhat

Île-de-Bréhat este o comună în departamentul  Côtes-d'Armor, Franța. În 1 ianuarie 2022 avea o populație de 427 de locuitori.